# Woodbranch, Texas
Woodbranch là một thành phố thuộc quận Montgomery, tiểu bang Texas, Hoa Kỳ. Năm 2010, dân số của xã này là 1282 người.

## Dân số
- Dân số năm 2000: 1305 người.
- Dân số năm 2010: 1282 người.